# La Côte-d’Arbroz
La Côte-d’Arbroz település Franciaországban, Haute-Savoie megyében. Lakosainak száma 355 fő (2022. január 1.). La Côte-d’Arbroz Bellevaux, Essert-Romand, Les Gets, Mieussy, Morzine, Saint-Jean-d’Aulps és Taninges községekkel határos.

## Népesség
A település népességének változása:
| Lakosok száma | 303  | 323  | 328  | 339  | 350  | 362  | 359  | 357  | 355  |
|               | 2013 | 2015 | 2016 | 2017 | 2018 | 2019 | 2020 | 2021 | 2022 |